# Codice della strada (Italia)
Il codice della strada in Italia è il codice stradale vigente nella Repubblica Italiana, che regola la circolazione stradale e stabilisce le disposizioni generali riguardanti i trasporti.
È stato emanato con il decreto legislativo n. 285 il 30 aprile 1992, mentre il relativo regolamento di attuazione è rappresentato dal decreto n. 495 del presidente della Repubblica Italiana, emesso il 16 dicembre 1992. È entrato in vigore il 1º gennaio 1993.

## Evoluzione storica
Dopo la nascita dello Stato italiano, una delle prime norme in tema fu la legge 20 marzo 1865, n. 2248, che all'allegato D che stabiliva alcune regole sulla velocità e il corretto comportamento per i conducenti dei veicoli a trazione animale. Successivamente il Regio decreto 15 novembre 1923, n. 2506 dettò delle regole per la classificazione delle strade presenti sul territorio nazionale; le strade vennero così divise in cinque classi: la prima classe comprendeva le strade che costituivano l'insieme della rete viaria di grande traffico e le vie di comunicazione con gli Stati confinanti; le strade di seconda classe erano invece tutte quelle il cui tracciato costituiva una via diretta di comunicazione tra i capoluoghi di provincia, o tra essi e i porti marittimi o i valichi alpini. Le altre tre classi comprendevano invece tutte quelle strade di collegamento più prettamente interno e localizzato: la terza classe era quella delle strade che congiungevano, all’interno di una provincia, il suo capoluogo con i capoluoghi di mandamento o di circondario; la quarta classe comprendeva, invece, le strade che congiungevano il centro principale di un comune con le sue frazioni, con il cimitero o con la stazione ferroviaria più vicina; includeva inoltre le strade interne dei centri abitati che non costituissero traverse di strade delle prime tre classi. 
Infine la quinta classe comprendeva tutte le strade militari che fossero aperte al libero transito dei civili in tempo di pace. La responsabilità della manutenzione delle strade che ricadevano in questa complessa classificazione variava, naturalmente, a seconda della classe di appartenenza. Il successivo Regio decreto 2 dicembre 1928, n. 3179 introdusse un sistema di targhe automobilistiche, con sigle delle province, in luogo dei numeri rossi utilizzati precedentemente per i veicoli. Tuttavia non erano ancora previste dalla legislazione vigente norme relative alla segnalazione stradale, con l'unica eccezione di alcuni regolamenti risalenti all'epoca napoleonica e concernenti l'obbligo di posa di pietre miliari lungo le strade. Nel 1933 viene emanato il primo il codice della strada - col Regio decreto 8 dicembre 1933, n. 1740 - e nel 1939 la Corte di Cassazione sentenziò la nullità del decreto del 1923 e il ritorno alla situazione preesistente quella data.
Al termine della seconda guerra mondiale, la situazione infrastrutturale dell’Italia giunse però al collasso. Mentre l’opera di manutenzione era stata interrotta, le devastazioni causate dai bombardamenti aerei e dall'utilizzo dell'artiglieria avevano reso del tutto impraticabile il sistema dei trasporti su strada e su ferrovia.  Nel secondo dopoguerra, a partire dal 1950, fu pertanto necessario pensare ad un piano di lungo periodo che contemplasse un forte ampliamento della rete autostradale, attraverso l'intervento diretto dello Stato a sostegno dell'operazione. Tale fu lo scopo del decreto interministeriale del 15 ottobre 1955, che provvedette a indicare, sulla base di uno stanziamento di 100 miliardi in dieci anni, le direttive di un potenziamento della rete per oltre 1170 chilometri. Con la Legge 12 febbraio 1958, n. 126 venne introdotta una nuova classificazione di carattere amministrativo (in relazione all’Ente proprietario) ovvero strade statali (a loro volta suddivise in ordinarie e di grande comunicazione), provinciali, comunali, vicinali e militari, e col D.P.R. 15 giugno 1959, n. 393 venne emanato un nuovo codice. 
Gli anni successivi furono caratterizzati da uno scarso interesse per le problematiche stradali, ovviamente anche dal punto di vista normativo: la crisi petrolifera seguita alla guerra arabo-israeliana del 1973, unita a fattori di natura interna (alcune concessionarie si erano assunte l’onere della costruzione e della gestione delle nuove arterie sull’orlo del tracollo, sostenute soltanto da interventi del Tesoro) portò addirittura lo Stato a decretare con la Legge 16 ottobre 1975, n. 492 il blocco della costruzione di nuove autostrade, dei tratti autostradali e dei trafori di cui non fosse ancora stata effettuata l’assegnazione dell’appalto.
L’aumento del parco autoveicoli della fine degli anni 1970 portò lo Stato a riconsiderare la politica di blocco e favorire investimenti nel settore, al fine di garantire l'efficienza del sistema dei trasporti su gomma: la Legge 12 agosto 1982, n. 531, contenente fra l’altro (nella seconda parte), i principi di classificazione delle arterie che costituivano il sistema delle “strade di grande comunicazione”. Con questa dicitura si intendevano essenzialmente le autostrade, i trafori alpini e i raccordi autostradali, ma anche le strade di grande traffico e di comunicazione con gli Stati confinanti; strutture, quindi, capaci a pieno titolo di servire elevatissimi volumi di traffico con un livello sufficiente di sicurezza e comfort per l’utente. I parametri distintivi che servivano a classificare le strade come “di grande comunicazione” si basavano dunque su un doppio fattore: il traffico da sostenere e la funzione di collegamento svolta da parte dell’arteria da classificare.
Su questa base venne poi emanato il decreto ministeriale 20 luglio 1983, n. 2474, nel quale si divideva il sistema viario nazionale in due classi distinte: le strade ordinarie e le strade di grande comunicazione. Quest’ultima comprendeva 188 arterie, per complessivi 22.832 chilometri, dei quali 7446 composti da autostrade, raccordi e trafori. Un nuovo codice venne poi emanato col Decreto legislativo 30 aprile 1992, n. 285, successivamente modificato dal Decreto-legge 27 giugno 2003, n. 151, convertito in legge, con modificazioni, dalla Legge 1 agosto 2003, n. 214, che introdusse la patente a punti. Ulteriori aggiornamenti sono avvenuti con il D.M. 27 dicembre 2018, che reca i nuovi importi delle multe in vigore dal 1º gennaio 2019 e il 30 dicembre 2018 con la legge n. 145 (Legge di bilancio 2019). Nuove modifiche con la Legge 25 novembre 2024 n.177 (GU Serie Generale n.280 del 29-11-2024) 

## Struttura
Il codice della strada si compone di 245 articoli, mentre il regolamento di attuazione che comprende 408 articoli e 19 appendici. 
1. TITOLO I - DISPOSIZIONI GENERALI (da art. 1 a art. 12)
2. TITOLO II - DELLA COSTRUZIONE E TUTELA DELLE STRADE (da art. 13 a art. 45)
3. TITOLO III - DEI VEICOLI (da art. 46 a art. 114)
4. TITOLO IV - GUIDA DEI VEICOLI E CONDUZIONE DEGLI ANIMALI (da art. 115 a art. 139)
5. TITOLO V - NORME DI COMPORTAMENTO (da art. 140 a art. 193)
6. TITOLO VI - DEGLI ILLECITI PREVISTI DAL PRESENTE CODICE E DELLE RELATIVE SANZIONI (da art. 194 a art. 224-bis)
7. TITOLO VII - DISPOSIZIONI FINALI E TRANSITORIE (da art. 225 a art. 240)

## Contenuto

### Le classificazioni dei veicoli
Il codice della strada e le direttive dell'Unione europea, basata sulla classificazione internazionale UNECE, classificano i veicoli in quattro grandi categorie:
- L (motoveicoli, tricicli, quadricicli, ecc., sempre a motore)
- M (veicoli a motore destinati al trasporto di persone, aventi almeno quattro ruote)
- N (veicoli a motore destinati al trasporto di merce, con almeno quattro ruote)
- O (rimorchi e semirimorchi).

Ciascuna di queste categorie è stata suddivisa in altri sottogruppi, in cui i veicoli vengono ordinati in base alle proprie caratteristiche tecniche (massa complessiva, numero dei posti a sedere, cilindrata, ecc.). Altri tipi di veicoli, diversi da quelli appena considerati, sono:
- veicoli a braccia (veicoli spinti ovvero trainati dallo stesso conducente)
- veicoli a trazione animale (destinati al trasporto di persone, cose o all'impiego esclusivo da parte di aziende agricole)
- slitte (veicoli a trazione animale muniti di pattini, la loro circolazione è ammessa quanto sulla sede stradale è presente uno strato di neve ovvero di ghiaccio sufficiente ad evitare il danneggiamento del manto stradale)
- velocipedi (normalmente funzionanti a propulsione muscolare, possono anche avere un motore elettrico per la cosiddetta pedalata assistita). Il termine velocipede è utilizzato nel codice della strada per classificare una famiglia di veicoli, a cui appartiene anche la bicicletta. Soprattutto nell'ambito di norme e atti sulla circolazione stradale, però, esso viene utilizzato proprio per indicare la bicicletta, di cui pertanto può essere a tutti gli effetti un sinonimo. Più comunemente, con velocipede s'intende un modello di bicicletta del XIX secolo, costituito da una ruota anteriore molto grande.

Sono esclusi dai veicoli invece tutti quei mezzi di locomozione definiti "acceleratori di andatura" o "acceleratori di velocità". Rientrano in questa categoria i pattini, i monopattini, gli skateboard, la cui circolazione, in una interpretazione restrittiva del codice (art. 190), non è ammessa, né sulla carreggiata, né negli "spazi riservati ai pedoni" e neanche nelle corsie riservate ai velocipedi.

### Principali motoveicoli
Nell'articolo 53 del codice della strada sono elencati i principali tipi di motociclette riconosciuti in Italia

### Principali autoveicoli
Nell'articolo 54 del codice della strada sono elencati i principali tipi di autoveicoli riconosciuti dall'Italia e cioè:
- Autovetture. La carrozzeria di questi autoveicoli può essere coupé, familiare (o giardinetta), berlina, a due volumi o monovolume. Le autovetture sono state progettate e costruite per trasportare delle persone, fino a un massimo di 8 passeggeri (escludendo il conducente), e hanno una massa complessiva non superiore a 3.500 kg. In base alle direttive comunitarie in vigore, le autovetture possono essere classificate anche come fuoristrada, purché abbiano le previste caratteristiche tecniche.
- Autobus. Anche gli autobus sono destinati al trasporto di persone, ma possono ospitare più di 8 passeggeri e possono avere una massa complessiva di 19.000 kg (valore massimo per autobus o filobus con 2 assi, sia urbani che suburbani).
- Autoveicoli per trasporto promiscuo. Sono quei veicoli che, come dice il nome, permettono di trasportare insieme cose e persone. Hanno massa non superiore a 3,5 t (4,5 t se a trazione elettrica o a batteria) e numero di posti non superiore a 9, compreso il conducente. Attualmente il Codice non prevede più l'immatricolazione di tali veicoli.
- Autocarri. A differenza delle autovetture, questi autoveicoli sono stati progettati e costruiti principalmente per trasportare delle cose. Di solito, essi sono caratterizzati da un ampio vano di carico e da un'elevata portata (o capacità). La carrozzeria può essere costituita da un cassone (fisso, ribaltabile o intercambiabile), da un furgone (fisso o intercambiabile) e può comprendere particolari apparecchiature da lavoro come gru o sponde montacarichi. I posti a sedere (normalmente 1 o 2, di fianco al conducente) sono destinati al trasporto delle persone addette all'uso o al trasporto delle cose stesse. Negli ultimi anni, per l'esistenza di agevolazioni fiscali nell'acquisto e gestione dei mezzi commerciali, si è affermata la tendenza da parte delle case costruttrici a omologare come autocarro dei mezzi leggeri derivati dalle autovetture di serie (vengono asportati i sedili posteriori, inserita una paratia di separazione tra la zona di guida e il vano di carico e oscurati i finestrini posteriori) e dai fuoristrada, purché abbiano le previste caratteristiche tecniche.
- Trattori stradali. Destinati esclusivamente al traino di rimorchi o semirimorchi, essi possono essere dotati di un gancio di traino (per i rimorchi) o di una ralla (per i semirimorchi), oppure di entrambi i dispositivi.
- Autoveicoli per trasporto specifico. In genere hanno delle carrozzerie molto particolari, create per un determinato tipo di trasporto e solo per quello. Rientrano in questo gruppo, fra gli altri: gli autoveicoli per i rifiuti urbani, le autocisterne, gli autoveicoli attrezzati per il trasporto di persone disabili, le autobetoniere.
- Autoveicoli per uso speciale. Tutti questi autoveicoli sono provvisti di speciali attrezzature, concepite e installate permanentemente per un tipo di impiego ben determinato. L'autoambulanza, per esempio, è un autoveicolo per uso speciale e così pure l'autocaravan, l'autogrù, l'autofunebre, l'autoveicolo per soccorso stradale o quello attrezzato come ambulatorio mobile.
- Autotreni. Sono composti da una motrice (autoveicolo con gancio di traino) e da un rimorchio.
- Autoarticolati. Ciascuno di essi è formato da un trattore (autoveicolo con ralla) e da un semirimorchio.
- Autosnodati. Sono particolari tipi di autobus, costituiti da due tronconi rigidi e da una sezione snodata di collegamento. Essi possono avere una massa complessiva di 30.000 kg (autosnodati con 3 assi), di 40.000 kg (con 4 assi) oppure di 44.000 kg (con più di 4 assi).
- Autocaravan. Più noto come camper, l'autocaravan è un autoveicolo per uso speciale attrezzato per il trasporto e l'alloggio di non oltre sette persone (conducente incluso). L'arredamento interno che lo caratterizza, di solito, è costituito da un certo numero di letti (compatibili con i posti totali attribuiti al veicolo), una zona per cucinare e pranzare, un vano per i servizi igienici. Il termine autocaravan può essere utilizzato sia al femminile che al maschile, anche se sul piano tecnico e normativo è più frequente il primo genere.
- Mezzi d'opera. Sono veicoli (o complessi di veicoli) dotati di particolari attrezzature per il carico e il trasporto di materiali collegati all'attività edilizia, mineraria, stradale. Possono raggiungere masse complessive molto elevate rispetto a quelle previste per gli impieghi ordinari.

### Segnaletica stradale

Segnale di stop

Diritto di precedenza

Limite di velocità

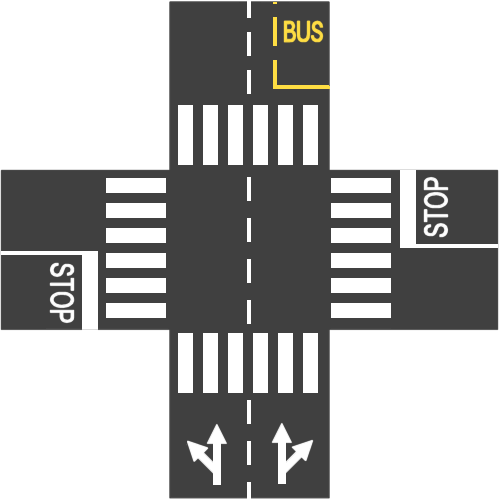
Esempio di segnaletica orizzontale

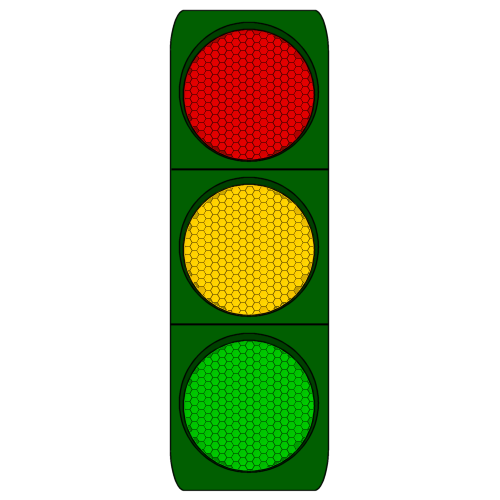
Semaforo veicolare

Al titolo II (della costruzione e tutela delle strade), capo II (organizzazione della circolazione e segnaletica stradale), artt. 37-45, viene definita la segnaletica stradale mentre l'esecuzione e l'attuazione è rimandata all'apposito regolamento e in particolare agli artt. 74-195.
Il complesso della segnaletica stradale, disegnata da Michele Arcangelo Iocca, viene suddiviso in cinque tipologie generali, come descritto di seguito:
- Segnaletica manuale - sono le segnalazione date dagli organi di polizia stradale (polizia locale, polizia di Stato, carabinieri, ecc.), anche tramite l'uso di appositi strumenti come palette segnaletiche, fischietti e segnalatori luminosi.
- Segnali luminosi - caratterizzati dalla possibilità di fornire maggiore impatto visivo e/o informazioni dinamiche, vengono suddivisi in:
  - segnali di pericolo e di prescrizione;
  - segnali di indicazione;
  - tabelloni luminosi rilevatori della velocità in tempo reale dei veicoli in transito[14];
  - lanterne semaforiche veicolari normali;
  - lanterne semaforiche veicolari di corsia;
  - lanterne semaforiche veicolari per corsie reversibili;
  - lanterne semaforiche per i veicoli di trasporto pubblico;
  - lanterne semaforiche pedonali;
  - lanterne semaforiche per velocipedi;
  - lanterna semaforica gialla lampeggiante;
  - lanterne semaforiche speciali;
  - segnali luminosi particolari
- Segnali verticali - a loro volta sono suddivisi in:
  - segnali di pericolo - preavvisano l'esistenza di pericoli;
  - segnali di prescrizione - notificano obblighi, divieti e limitazioni e vengono indicati come:.
    - segnali di precedenza;
    - segnali di divieto;
    - segnali di obbligo;

  - segnali di indicazione - forniscono informazioni utili o necessarie per la guida, suddivisi a loro volta in:
    - segnali di preavviso;
    - segnali di direzione;
    - segnali di conferma;
    - segnali di identificazione strade e progressiva distanziometrica;
    - segnali di itinerario;
    - segnali di località e centro abitato;
    - segnali di nome strada;
    - segnali turistici e di territorio;
    - altri segnali che danno informazioni necessarie per la guida dei veicoli;
    - altri segnali che indicano installazioni o servizi
- Segnali orizzontali - sono quelli tracciati sulla strada, e si suddividono in:
  - Linea trasversale d'arresto
  - strisce longitudinali;
  - strisce trasversali;
  - attraversamenti pedonali o ciclabili;
  - frecce direzionali;
  - iscrizioni e simboli;
  - strisce di delimitazione degli stalli di sosta o per la sosta riservata;
  - isole di traffico o di presegnalamento di ostacoli entro la carreggiata;
  - strisce di delimitazione della fermata di veicoli in servizio di trasporto pubblico di linea;
  - altri segnali stabiliti dal regolamento
- Segnali e attrezzature complementari - destinati a evidenziare particolari situazioni, vengono utilizzati sul tracciato stradale, nelle immediate vicinanze di particolari curve o punti critici, per segnalare ostacoli sposti sulla carreggiata e per impedire la sosta o rallentare la velocità (es. dossi artificiali).

Le norme sulla segnaletica stradale italiana sono regolate anche dal Disciplinare tecnico relativo agli schemi segnaletici, differenziati per categoria di strada, da adottare per il segnalamento temporaneo (decreto del Ministero delle Infrastrutture e dei Trasporti del 10 luglio 2002, GU n. 226 del 26/09/2002) previsto dall'art. 21 del Codice della strada, dalla direttiva n. 3929 del 3 luglio 1998 del Ministero dei Lavori pubblici (che norma i pannelli a messaggio variabile), dalla direttiva n. 1156 del 28 febbraio 1997 (GU n. 71 del 26/03/1997) del Ministero dei Lavori pubblici (Caratteristiche della segnaletica da utilizzare per la numerazione dei cavalcavia sulle autostrade e sulle strade statali di rilevanza internazionale), dal decreto ministeriale n. 1584 del 31 marzo 1995 (GU n. 106 del 9/05/1995) (Approvazione del disciplinare tecnico sulle modalità di determinazione dei livelli di qualità delle pellicole retroriflettenti impiegate per la costruzione dei segnali stradali).

## Il sistema sanzionatorio
Le sanzioni previste in caso di violazione alle norme del codice della strada, sono di vario tipo:
- sanzione amministrativa pecuniaria,
- sanzione penale per i delitti e le contravvenzioni previste,
- arresto in flagranza di reato per alcune casistiche riferite ai delitti di cui agli artt. 9 bis, 9 ter e 189,
- decurtazione di punti della patente,
- ritiro/sospensione/revoca/revisione della patente di guida,
- confisca/fermo amministrativo/sequestro amministrativo del veicolo.

L'applicazione effettiva delle sanzioni riscontra delle difficoltà quando queste sono commesse da cittadini non residenti nel territorio dello Stato membro. Questo avviene sia nel caso di cittadini italiani residenti all'estero che per cittadini dell'Unione europea presenti in territorio italiano, in quanto le banche dati relative agli automobilisti e ai veicoli immatricolati sono di natura nazionale e non europea. 
La direttiva 2015/413/UE, in vigore da maggio 2016, interviene in merito, imponendo la creazione di punti di contatto nazionali di riferimento e di procedure informatiche automatiche, interoperabili e protette, per la interrogazione delle banche dati nazionali relative a veicoli e loro proprietari.

## Cronologia normativa

### Atti principali
Le norme principali in materia sono: ===
- 1865: Legge 20 marzo 1865, n. 2248, in materia di "Unificazione amministrativa del Regno d'Italia"
- 1933: Regio decreto 8 dicembre 1933, n. 1740, in materia di "Testo unico di norme per la tutela delle strade e per la circolazione"
- 1959:
  - Decreto del presidente della Repubblica 15 giugno 1959, n. 393, in materia di "Testo unico delle norme sulla circolazione stradale"  (Suppl. ord. № 1470 alla G.U. № 147, 23 giugno 1959) - derivato da leggi 126/1958 e 572/1958
  - Decreto del presidente della Repubblica 30 giugno 1959, n. 420, in materia di "Approvazione del Regolamento per l'esecuzione del Testo Unico delle norme sulla disciplina della circolazione stradale" (Suppl. ord. № 1520 alla G.U. № 152, 30 giugno 1959)
- 1992: 
  - Decreto legislativo 30 aprile 1992, n. 285, in materia di "Nuovo codice della strada" (G.U.  n. 114 del 18 maggio 1992, Suppl. ord. n. 74 )  -  derivato da Legge 190/1991 (13/6/1991) - G.U.  28 giugno 1991, n. 150
  - Decreto del presidente della Repubblica 16 dicembre 1992, n. 495, in materia di "Regolamento di esecuzione e di attuazione del nuovo codice della strada"
- 2002: 
  - Legge 1º agosto 2002, n. 168, "Conversione in legge, con modificazioni, del decreto-legge 20 giugno 2002, n. 121, recante disposizioni urgenti per garantire la sicurezza nella circolazione stradale"
- 2007: 
  - Decreto-legge 3 agosto 2007, n. 117, in materia di "Disposizioni urgenti modificative del codice della strada per incrementare i livelli di sicurezza nella circolazione"
  - Legge 2 ottobre 2007, n. 160, in materia di "Conversione in legge, con modificazioni, del decreto-legge 3 agosto 2007, n. 117, recante disposizioni urgenti modificative del codice della strada per incrementare i livelli di sicurezza nella circolazione" (G.U. № 230, 3 ottobre 2007)
- 2020:
  - Decreto-legge 19 maggio 2020, n. 34, in materia di "Misure urgenti in materia di salute, sostegno al lavoro e all'economia, nonché di politiche sociali connesse all'emergenza epidemiologica da COVID-19" (G.U. Serie Generale n.128 del 19-05-2020 - Suppl. Ordinario n. 21)
  - Legge 17 luglio 2022, n. 77, in materia di "Conversione in legge, con modificazioni, del decreto-legge 19 maggio 2020, n. 34, recante misure urgenti in materia di salute, sostegno al lavoro e all'economia, nonché di politiche sociali connesse all'emergenza epidemiologica da COVID-19" (G.U. Serie Generale n.180 del 18-07-2020 - Suppl. Ordinario n. 25)

### I mutamenti nella segnaletica stradale
- Con il Codice del 1959, art. 106 DPR 30 giugno 1959 n. 420, le strisce di margine che delimitano la carreggiata erano di colore giallo anziché bianco. Ciò riguardava l'intera rete italiana, stradale e autostradale: anche la striscia che delimita la corsia di emergenza, in quanto margine destro della carreggiata, era gialla e non bianca.  Il Codice del 1992, art. 141 DPR 16 dicembre 1992 n. 495, le uniformò al colore degli altri segnali orizzontali che - tranne in casi particolari, come ad esempio per lavori in corso - è sempre stato prevalentemente il bianco, sia con il vecchio che con il nuovo Codice.
- Con il Codice del 1959, art. 144 DPR 30 giugno 1959 n. 420,  i semafori pedonali erano composti da una scritta rossa "ALT" e una scritta verde "AVANTI". Il giallo-arancione non era presente, al suo posto lampeggiava la scritta verde "AVANTI". Con il Codice del 1992, art. 162 DPR 16 dicembre 1992 n. 495, i vecchi semafori pedonali sono stati gradualmente sostituiti dai semafori a tre fari verticali, simili a quelli veicolari, ma raffiguranti le sagome del pedone.
- Con il Codice del 1959, art. 109 DPR 30 giugno 1959 n. 420,  gli attraversamenti pedonali erano sia di tipo continental che dashed: quest'ultima conformazione veniva utilizzata unicamente per gli attraversamenti pedonali regolati da semafori o agenti. Con l'introduzione del nuovo Codice, art. 145 DPR 16 dicembre 1992 n. 495, la tipologia dashed non è più presente, e anche gli attraversamenti pedonali regolati da semafori o agenti sono diventati di tipo continental.